# نیوتن (کامیونیتی)، شهرستان مانیتووک، ویسکانسین
نیوتن (به انگلیسی: Newton) یک منطقهٔ مسکونی در ایالات متحده آمریکا است که در نیوتن واقع شده‌است. نیوتن ۲۰۰٫۸۷ متر بالاتر از سطح دریا قرار دارد.